# 김용만, 신동엽의 즐겨찾기
김용만, 신동엽의 즐겨찾기는 2004년 5월 4일부터 2005년 10월 25일까지 방송되었던 예능 프로그램이다.

## 코너 목록
- 《스타 실험카메라》
- 《노래 만들기》
- 《셀카 짱 콘테스트》
- 라이어라이어

## 에피소드 목록

### 2004년
| 회차 | 방송일    | 게스트                                         | 비고 |
| ---- | --------- | ---------------------------------------------- | ---- |
| 1    | 5월 4일   |                                                |      |
| 2    | 5월 11일  |                                                |      |
| 3    | 5월 18일  |                                                |      |
| 4    | 5월 25일  | 구준엽, 김경식, 심은진, 김이지                 |      |
| 5    | 6월 1일   | 김장훈, 엄정화                                 |      |
| 6    | 6월 8일   | 송윤아, 신현준, 공형진                         |      |
| 7    | 6월 15일  | 송은이, 옥주현, 황보, 박명수                   |      |
| 8    | 6월 22일  | 박중훈, 차태현, 한은정, 신승환                 |      |
| 9    | 6월 29일  | 이지현, 박정아                                 |      |
| 10   | 7월 6일   | 윤석화, 박건형, 홍석천, 윤도현, 김제동         |      |
| 11   | 7월 13일  | 김장훈, 최정원, 강성훈, 김규리, 이세은, 이유리 |      |
| 12   | 7월 20일  | 김종국, 임창정, 신정환, 고영옥                 |      |
| 13   | 7월 27일  | MC몽, 세븐, 렉시, 정다빈, 김재원, 윤계상       |      |
| 14   | 8월 3일   | 박수홍, 서민정, 윤정수, 이혁재, 린             |      |
| 15   | 8월 10일  | 이승철, 정원관, 한고은, 유수영, 정준하         |      |
| 16   | 8월 17일  |                                                |      |
| 17   | 8월 24일  | 조형기, 정웅인, 이영자, 채민서, 이종수         |      |
| 18   | 8월 31일  | 이승기, 조정린, 유진, 정진                     |      |
| 19   | 9월 7일   | 김수지, 박상민, 이정, 성현아, 안서영           |      |
| 20   | 9월 14일  | 차승원, 장서희, 손태영                         |      |
| 21   | 9월 21일  | 표인봉, 김경석, 정성화, 김효진, 심효섭         |      |
| 22   | 9월 28일  |                                                |      |
| 23   | 10월 5일  | 최민용, 임호, 변정수, 남상미, 공형진, 이기우   |      |
| 24   | 10월 12일 | 아유미, 최성국, 한지혜, 소유진, 탁재훈, 김종국 |      |
| 25   | 10월 19일 | 송은이, 한가인, 비, 김선아, 김수로, 김장훈     |      |
| 26   | 10월 26일 | 아유미, 박준형, 남희석, 김제동, 정선희, 이윤석 |      |
| 27   | 11월 2일  | 신화(신혜성, 김동완, 전진, 앤디, 민우, 에릭)   |      |
| 28   | 11월 9일  | 박준형, 이윤석, 남희석                         |      |
| 29   | 11월 16일 | 조형기, 김현정, 아유미, 윤계상, 김민정, 추자현 |      |
| 30   | 11월 23일 | 정은아, 류시원, 옥주현, 이지현, 서민정, 유정현 |      |
| 31   | 11월 30일 | 김원희, 김진, 윤도현, 김C, 아유미              |      |
| 32   | 12월 7일  | 예지원, 김태균, 정찬우, 아유미, 김상혁, 조정린 |      |
| 33   | 12월 14일 | 이성재, 김현주, 신미, 최은경, 정형돈, 윤은혜   |      |
| 34   | 12월 21일 | 조형기, 신지, 은지원, 조미령, 황보             |      |
| 35   | 12월 28일 | 전인권, 김현철, 이승철, 박상민, 김현정         |      |

### 2005년
| 회차 | 방송일    | 게스트                                                                                             | 비고             |
| ---- | --------- | -------------------------------------------------------------------------------------------------- | ---------------- |
| 36   | 1월 4일   | God, 채연, 유민, 김종민, 김태우                                                                    |                  |
| 37   | 1월 11일  | 김종민, 컬투, God, 윤택, 코요태, 린, 김태현, 채연, JNC, 김형인, T.O, M.C the Max, 이종규, 리마리오 |                  |
| 38   | 1월 18일  | 박은혜, 정선경, 안선영, 소유진, 이지현, 유진, 채연                                                 | 특별 출연 : 성룡 |
| 39   | 1월 25일  | 박은혜, 정선경, 안선영, 소유진, 이지현, 유진, 채연                                                 | 특별 출연 : 성룡 |
| 40   | 2월 1일   | 이동건, 한지혜, 이성진, UN, 서희                                                                   |                  |
| 41   | 2월 15일  | 김성택, 최화정, 임창정, 조은숙, 려원                                                               |                  |
| 42   | 2월 22일  | 정찬우, 김태균, 이재형, 김세아, 정만호, 김태현, 김신영, 김형인, 이종규, 김형은                     |                  |
| 43   | 3월 1일   | 정찬우, 김태균, 이재형, 김세아, 정만호, 김태현, 김신영, 김형인, 이종규, 김형은                     |                  |
| 44   | 3월 8일   | 사강, 홍수현, 한은정, 정선희, 이진, 장윤정, 박정아, 유민                                           |                  |
| 45   | 3월 15일  | 사강, 홍수현, 한은정, 정선희, 이진, 장윤정, 박정아, 유민 박경림, 이문식, 이정진, 장나라            |                  |
| 46   | 3월 22일  | 박경림, 이문식, 이정진, 장나라                                                                     |                  |
| 47   | 3월 29일  | |                  |
| 48   | 4월 5일   | 정만호, 윤성한, 박준규, 박광현                                                                     |                  |
| 49   | 4월 12일  | 이성진, 채연, 이기찬, 이병진, 박상면                                                               |                  |
| 50   | 4월 19일  | 김현주, 유준상, 김갑수, 도지원, 이재은, 조안, 유해진                                               |                  |
| 51   | 4월 26일  | 차승원, 지성, 박용우, 데프콘                                                                       |                  |
| 52   | 5월 3일   | 박해진, 안재환, 성시경, 박나림, 현영, 심혜진                                                       |                  |
| 53   | 5월 10일  | 사강, 서경석                                                                                       |                  |
| 54   | 5월 17일  | 수지, 채연, 이유진, 오윤아, 하하, 유진                                                             |                  |
| 55   | 5월 24일  | 신애라, 이경실, 김성준, 조연우, 손창현, 김정화                                                     |                  |
| 56   | 5월 31일  | 고수, 이다해, 박상민, 김서형, 이종혁, 정상훈                                                       |                  |
| 57   | 6월 7일   | 안재환, 지상렬, 최정원, 김정훈, 전혜빈, 김완선                                                     |                  |
| 58   | 6월 14일  | 윤종신, MC몽                                                                                       |                  |
| 59   | 6월 21일  | 박희진, 김진, 김지석, 김혜수, 김선아                                                               |                  |
| 60   | 6월 28일  | 윤도현, 김C, 유리, 이지혜                                                                          |                  |
| 61   | 7월 5일   | 김건모, 배기성, 김현정, 박정아, 이정                                                               |                  |
| 62   | 7월 12일  | 이혁재, 신혜성, 앤디, 김창렬, 성동일, 이성진, 현영                                                 |                  |
| 63   | 7월 19일  | 캔, 조연우, 변정수, 사강, 채연, 오윤아, 이유리                                                     |                  |
| 64   | 7월 26일  | 캔, 조연우, 변정수, 사강, 채연, 오윤아, 이유리 김래원, 구준엽, 이승철, 장윤정, 유선, 채민서        |                  |
| 65   | 8월 2일   | 김래원, 구준엽, 이승철, 장윤정, 유선, 채민서 김종국, 차승원, 정찬우                                |                  |
| 66   | 8월 9일   | 지석진, 노유민, 다니엘 헤니, 성현아, 양미라                                                        |                  |
| 67   | 8월 16일  | 김정민, 박상민, 조정린, 박수아, 성현아, 왕빛나                                                     |                  |
| 68   | 8월 23일  | 이범수, 최성국, 양미라, 이성진, 옥주현, 안선영                                                     |                  |
| 69   | 9월 6일   | 김원희, 신현준, 정준하, 박희진                                                                     |                  |
| 70   | 9월 13일  | 노홍철, 하하, 김민준, 남상미, 황보                                                                 |                  |
| 71   | 9월 20일  | 김장훈, 신지, 심은진, 박창민, 아유미                                                               |                  |
| 72   | 9월 27일  | 조혜련, 성시경, 최은경, 정형돈, 김진                                                               |                  |
| 73   | 10월 4일  | |                  |
| 74   | 10월 11일 | 윤정수, 박경림, 앤디, 김종국, 홍경민, 아이비                                                       |                  |
| 75   | 10월 18일 | 윤정수, 박경림, 앤디, 김종국, 아이비 윤도현, 이민우, 빈, 이재은, 정경호                            |                  |
| 76   | 10월 25일 | |                  |

## 특이사항/결방
- 2004년 9월 27일 - 4시 45분부터 5시 40분까지 추석 특집 <김용만 신동엽의 노래 만들기>로[1] 22회 1부 편성
- 2004년 9월 28일 - 8시 35분부터 추석 특선영화 반지의 제왕: 두 개의 탑 편성에 따라[2] 해당 프로그램 22회 2부는 12시에 방영됐고 이 과정에서 소풍가는 여자 압구정 종갓집 장길산 결방
- 2005년 2월 8일 - 설 특선영화 터미네이터 3 편성으로[3] 결방
- 2005년 8월 30일 - 9시 55분부터 특선영화 범죄의 재구성 편성으로[4] 결방

## 동시간대 경쟁 프로그램
- 대한민국 1교시 (KBS 2TV)
- 상상플러스 (KBS 2TV)
- PD수첩 (MBC)

## 참조
1. ↑  “[27일 TV 하이라이트]”. 서울신문. 2004년 9월 25일. 2019년 3월 21일에 확인함.
2. ↑  이승호 (2004년 9월 23일). “[추석 TV 영화 올가이드④]28일 스캔들, 반지의 제왕 등”. 스타뉴스. 2019년 3월 21일에 확인함.
3. ↑  “영화보러 극장 간다고? 난 안방에서 느긋하게!”. 서울신문. 2005년 2월 4일. 2019년 3월 21일에 확인함.
4. ↑  박은정 (2005년 8월 31일). “'비밀남녀', '대박남녀'로 발돋음-시청률 4.7% 상승”. 마이데일리. 2019년 3월 21일에 확인함.